# Beverley Mitchell

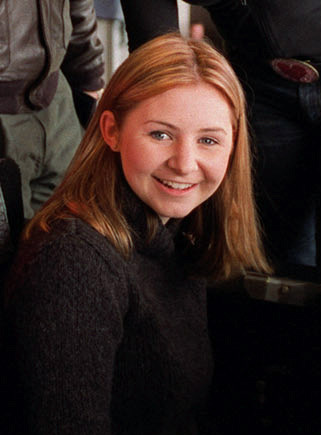
Beverley Mitchell, 2001

Beverley Ann Mitchell (* 22. Januar 1981 in Arcadia, Kalifornien) ist eine US-amerikanische Schauspielerin, Filmproduzentin, Country-Sängerin und ein ehemaliges Model. Sie erlangte durch ihre Rolle als Lucy Camden in der Fernsehserie Eine himmlische Familie (1996–2007) große Bekanntheit.

## Leben und Karriere
Beverley Mitchell wuchs in Ventura, Kalifornien, auf. Sie ist das einzige Kind von Sharon und David Mitchell, die sich nach dem Start der Serie Eine Himmlische Familie trennten und schließlich scheiden ließen. Mitchell blieb bei ihrer Mutter.
Mitchell begann bereits als Kind damit, Werbespots zu drehen und Modelauftritte anzunehmen. Ihr Fernsehdebüt hatte sie in der Serie Big Brother Jake (1990). Ihre erste große Filmrolle hatte sie in The Crow – Die Rache der Krähe (1996). Kurz danach tauchte sie bei Warner Bros. als eines der neuen Gesichter in der Fernsehserie Eine himmlische Familie (1996) auf, die später zu der am längsten laufenden Serie im Genre Familiendrama der US-Fernsehgeschichte avancierte. Während Mitchell die Serie drehte, schloss sie 2000 die High School ab. Neben ihrer Schauspielerei studierte sie Film an der Loyola Marymount University. Sie ist sozial engagiert und hilft aktiv an den Projekten RADD Kids und KMART Kids Race Against Drugs (deutsch: der Kampf der Kinder gegen Drogen) mit.
Im November 2006 erschien Mitchells erstes, nach ihr selbst benanntes Album in den USA. Die CD enthält das Lied Angel, das in Folge 227 von Eine himmlische Familie vorgestellt wurde.
Am 1. Oktober 2008 heiratete Mitchell den Steuerberater Michael Cameron, mit dem sie seit 2001 zusammen ist, im italienischen Ravello.  Am 28. März 2013 brachte Mitchell eine gemeinsame Tochter zur Welt, am 28. Januar 2015 den gemeinsamen Sohn. Das dritte Kind des Paares, wiederum eine Tochter, wurde am 19. Juli 2020 geboren.

## Filmografie (Auswahl)
- 1990: Big Brother Jake (Fernsehserie)
- 1990: Die Kinder der Braut (Children of the Bride, Fernsehfilm)
- 1991: Ein Baby kommt selten allein (Baby of the Bride, Fernsehfilm)
- 1992: Frank Sinatra – Der Weg an die Spitze (Sinatra, Fernsehfilm)
- 1993: Die Mutter der Braut (Mother of the Bride, Fernsehfilm)
- 1993–1994: Phenom – Das Tenniswunder (Phenom, Fernsehserie, 2 Episoden)
- 1994: Killing Annie (Killing Obsession)
- 1995: Rusta – Planet der Tränen (White Dwarf, Fernsehfilm)
- 1996–2007: Eine himmlische Familie (7th Heaven, Fernsehserie, 243 Episoden)
- 1996: The Crow – Die Rache der Krähe (The Crow: City of Angels)
- 2000: Girl Band (Fernsehfilm)
- 2001: Mean People Suck
- 2003: Die Rennfahrerin (Right on Track, Fernsehfilm)
- 2005: Saw II
- 2008: Extreme Movie
- 2010: Snowmen
- 2010–2012: The Secret Life of the American Teenager
- 2012: The Lost Episode
- 2012: Paranormal Investigations 7 – Pennhurst
- 2014: The Dog Who Saved Easter
- 2015: The Enforcer (Toxin)
- 2015: A Gift Wrapped Christmas (Fernsehfilm)
- 2016: Get Out Alive (Fernsehfilm)
- 2016: Uploaded
- 2017: Taken Too Far (Fernsehfilm)
- 2017: Hollywood Darlings (Fernsehserie, 10 Episoden)
- 2018: Dance Baby Dance
- 2018: Hometown Christmas (Fernsehfilm)
- 2019: Rock and Roll Christmas (Fernsehfilm)
- 2020: Candy Cane Christmas (Fernsehfilm)
- 2021: Blood Pageant
- 2021: Uploaded
- 2022: Keeping it real with Beverley Mitchell (Fernsehserie)

### Gastauftritte
- 1992: Zurück in die Vergangenheit (Quantum Leap, Fernsehserie, 1 Episode)
- 1994: Melrose Place (Fernsehserie, 1 Episode)
- 1995: Baywatch – Die Rettungsschwimmer von Malibu (Baywatch, Fernsehserie, 1 Episode)
- 1996: The Faculty (Fernsehserie, 1 Episode)
- 2000: Hey Arnold! (Fernsehserie, 1 Episode, Stimme)
- 2000: The Teen Files (Fernsehserie, als sie selbst)
- 2000: The List (Fernsehserie, als sie selbst)
- 2003: The Jamie Kennedy Experiment (Fernsehserie, 1 Episode)
- 2003: Trading Spaces (Fernsehserie, 1 Episode)

### Produzentin
- 2012: Paranormal Investigations 7 – Pennhurst (The Lost Episode)
- 2017–2018: Hollywood Darlings (11 Folgen)
- 2021: Church People
- 2022: Keeping it real with Beverley Mitchell (Fernsehserie)

## Diskografie

### Alben
| Titel             | Details                                                            | Höchste Chartplatzierungen | Höchste Chartplatzierungen |
| Titel             | Details                                                            | US Country                 | US Heat                    |
| ----------------- | ------------------------------------------------------------------ | -------------------------- | -------------------------- |
| Beverley Mitchell | - Veröffentlichungsdatum: 23. Januar 2007 - Label: Daywind Records | 30                         | 8                          |

### Singles
| Jahr | Single                                    | Album             |
| ---- | ----------------------------------------- | ----------------- |
| 2006 | Angel                                     | Beverley Mitchell |
| 2007 | Heaven on Earth Down Here                 | Beverley Mitchell |
| 2007 | Walkin’                                   | Beverley Mitchell |
| 2008 | Let’s Dream Like We’re Gonna Live Forever | Beverley Mitchell |

### Musikvideos
| Jahr | Video                     |
| ---- | ------------------------- |
| 2007 | Heaven on Earth Down Here |

## Auszeichnungen
- Young Artist Awards
  - 1997: Best Performance in a TV Drama Series – Young Actress (7th Heaven)
  - 1998: Best Performance in a TV Drama Series – Leading Young Actress (7th Heaven)
  - 2000: Best Performance in a TV Drama Series – Leading Young Actress – (7th Heaven)